# Region węzłowy
Region węzłowy (nodalny) – oznacza ujęcie regionu jako obszaru ciążeń powiązań usługowych bądź produkcyjnych. Są jednolite pod względem funkcjonalnym, ale różne pod względem działalności gospodarczej. Regiony węzłowe wyznacza się według związku między regionem centralnym a obszarami otaczającymi.
Region węzłowy obejmuje obszar wokół większego miasta lub zespołu miast i jest z nim związany układem stałych wzajemnych powiązań i ciążeń, czyli obustronnej wymiany ludzi, dóbr, usług lub informacji. Istotą regionów węzłowych jest zatem istnienie powiązań pomiędzy obszarami koncentracji działalności społeczno-gospodarczej a zasilającymi je i korzystającymi z dostępnych na ich terenie dóbr i usług obszarami peryferyjnymi. Granice takiego regionu wyznaczają zasięgi tych powiązań i ciążeń.
Wiodącą rolę w tej koncepcji odgrywa centralna część regionu węzłowego. Charakteryzuje się na ogół ona relatywnie wysokim poziomem rozwoju i zagospodarowania oraz istnieniem sił skupiających (polaryzujących) zasoby ekonomiczne. Obszar centralny ma znaczenie głównie w łączeniu czynników wzrostu i absorbuje nie tylko własny potencjał, ale ściąga też najbardziej wartościowe elementy potencjału ekonomicznego z obszarów peryferyjnych, wyznaczając im funkcje stref żywicielskich i zaopatrujących głównie w siłę roboczą. Wspomniana polaryzacja nie oznacza braku w regionie węzłowym powiązań niespolaryzowanych (nie przebiegających przez ośrodek regionalny, a generowanych przez inne niż on miasta znajdujące się na terenie danego regionu). W związku z istnieniem powiązań niespolaryzowanych możemy wyróżnić typy regionu węzłowego:
- jednoośrodkowy, o wyraźnej dominacji ośrodka regionalnego i silnej polaryzacji powiązań;
- dwuośrodkowy, o wyraźnie zarysowanych dwóch układach spolaryzowanych powiązań. Przy czym jeden z tych ośrodków skupia więcej powiązań lub powiązania ważniejsze (częstsze), co daje mu status ośrodka regionalnego;
- wieloośrodkowy, o charakterze hierarchicznym;
- rozproszony, o braku wyraźnie zarysowanego ośrodka regionalnego (region węzłowy w stadium rozwoju konkurowania poszczególnych ośrodków o prymat w regionie).

Podobnie jak w przypadku regionów strefowych, regiony węzłowe dzielą się na:
- jednocechowe (regiony węzłowe proste), gdy ukazują jeden rodzaj powiązań, np. gdy zostały wyznaczone na podstawie zasięgu sprzedaży lokalnej gazety;
- złożone (wielocechowe), gdy są regionami wyróżnionymi na podstawie powiązań pewnego typu, np. usługowych, handlowych, produkcyjnych, informacyjnych lub w zakresie siły roboczej;
- pełne, gdy zostały wyznaczone na podstawie analizy układu wielu różnorodnych powiązań ekonomicznych i społecznych.

Również w przypadku regionu węzłowego istnieje wiele zastrzeżeń wynikających z ogromnej trudności zbadania istniejących rzeczywiście w przestrzeni ekonomicznej powiązań (znaczny zasięg powiązań, nakładanie się na podobne układy węzłowe generowane przez inne ośrodki, charakter sporadycznych bądź okresowych powiązań, subiektywność w doborze powiązań poddawanych badaniom).